# Гарсия Постиго, Луис
Луи́с Гарси́я Пости́го (исп. Luis García Postigo; 1 июня 1969, Мехико) — мексиканский футболист, нападающий.

## Биография
Игрок сборной Мексики, выступавший на позиции нападающего. Был важным игроком мексиканской национальной команды в 1990-х годах.
Луис Гарсия получил футбольное образование в молодёжной академии «Пумас». Дебютировал во взрослом футболе в сезоне 1986/87 в возрасте 17 лет. Играл за УНАМ и испанские «Атлетико Мадрид» и «Реал Сосьедад». Вернувшись из Европы, продолжил свою карьеру в «Америке», «Атланте», «Гвадалахаре», «Морелии» и «Пуэбле». Всего забил 158 голов в мексиканском Первом дивизионе. Закончил профессиональную карьеру футболиста в 2001 году. Стал лучшим бомбардиром в сезонах 1990/91, 1991/92 и зимнем чемпионате 1997 года.
За национальную сборную Мексики сыграл 74 матчей признанных ФИФА и забил 28 мячей. Принял участие в Кубке мира 1994 года, забив два гола в победном матче со сборной Ирландии.
На данный момент является ведущим программы на спортивном канале.